# Conserved Domain Database
Conserved Domain Database (CDD) est une base de données bio-informatique qui documente les modèles d'alignements de séquences multiples (en) et permet d'en rechercher des modèles dérivés sur d'autres bases de données. Elle contient des informations renseignées manuellement sur des modèles importés d'un certain nombre de ressources externes (Pfam, SMART, COG, PRK, TIGRFAMs (en)).